# Vila de Frades
Vila de Frades é uma vila portuguesa sede da Freguesia de Vila de Frades do Município de Vidigueira, freguesia com 25,58 km² de área e 799 habitantes (censo de 2021), tendo, por isso, uma densidade populacional de 31,2 hab./km².
Inserida na paróquia de São Cucufate, instituída em 1255, a povoação que surgiu nesse local pertencente aos frades de São Vicente de Fora tomou, logicamente, o nome de Vila de Frades. Até 1854 foi sede de concelho. Na sequência de uma Reforma Administrativa no século XIX, Vila de Frades foi integrada na Vidigueira, passando a ser uma freguesia deste Município.
Vila de Frades é considerada a capital do vinho de talha.

## Demografia
A população registada nos censos foi:
| Distribuição da População por Grupos Etários | Distribuição da População por Grupos Etários | Distribuição da População por Grupos Etários | Distribuição da População por Grupos Etários | Distribuição da População por Grupos Etários |
| -------------------------------------------- | -------------------------------------------- | -------------------------------------------- | -------------------------------------------- | -------------------------------------------- |
| Ano                                          | 0-14 Anos                                    | 15-24 Anos                                   | 25-64 Anos                                   | > 65 Anos                                    |
| 2001                                         | 154                                          | 119                                          | 481                                          | 238                                          |
| 2011                                         | 129                                          | 107                                          | 478                                          | 214                                          |
| 2021                                         | 113                                          | 71                                           | 412                                          | 203                                          |

## História
Este território presencia vida humana desde a pré-história, como prova o Menir de Mac Abraão (ou Menir de Malk Abraão). A datação deste monumento situa-se entre 3000 a.C - 2000 a.C. (época do Neo-Calcolítico) e está classificado como Imóvel de Interesse Público.

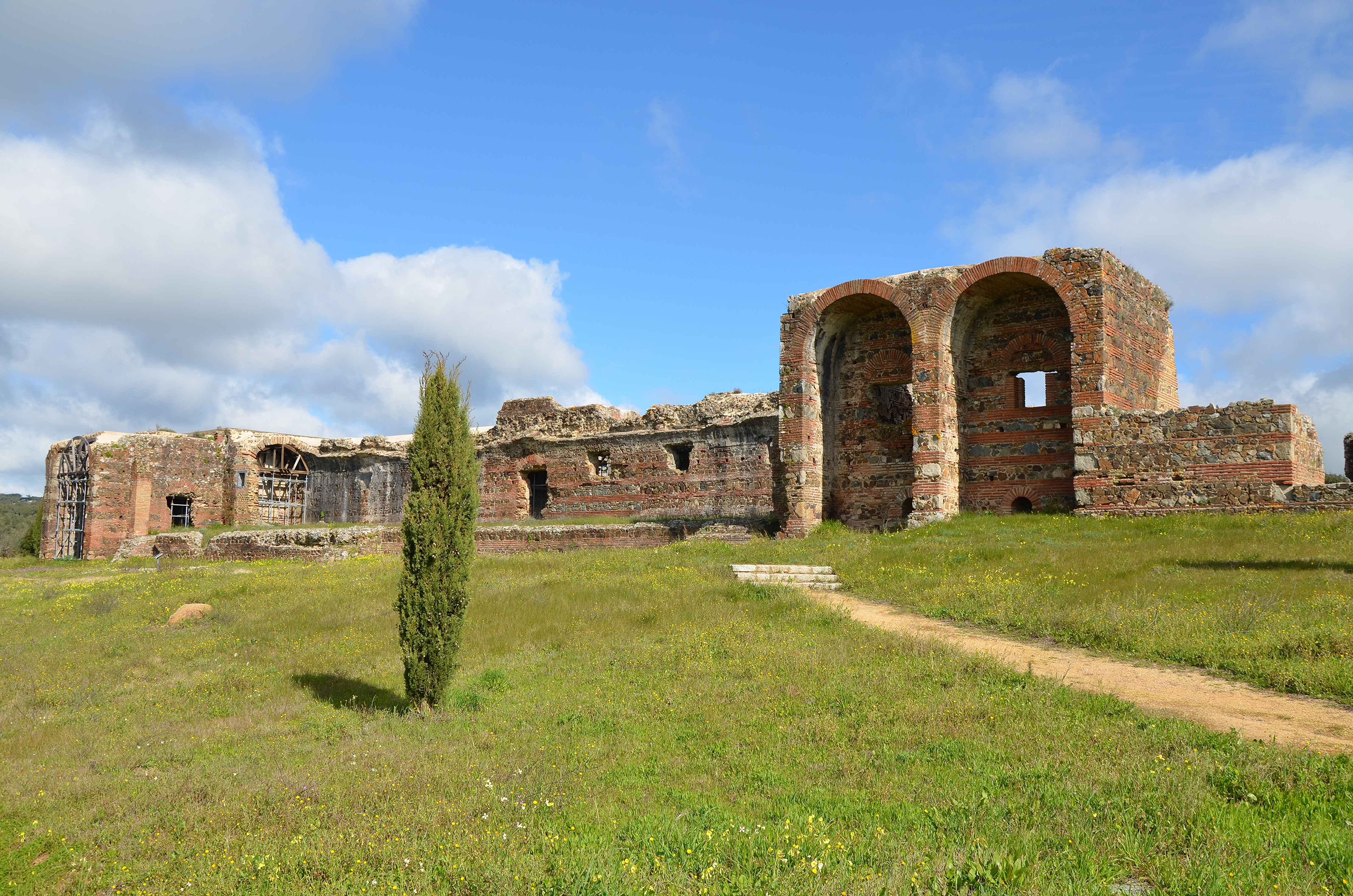
Villa romana de São Cucufate

Também os romanos foram presença assídua por estes lados. São testemunhas da mesma a Villa romana de São Cucufate, Monumento Nacional e único deste género em Portugal, assim como a tradição na produção de vinho de talha, que se mantém viva na povoação até aos dias de hoje.
No século XIII, as ruínas romanas foram ocupadas por frades (origem do nome da vila), convertendo-as num local de culto em honra de São Cucufate. Em 1254, o edifício foi cedido ao Mosteiro de São Vicente de Fora que aí instalou novo convento, cuja ocupação vai até meados ou finais do século XVI. Porém, a capela, agora  consagrada a São Tiago, continuou aberta ao culto até ao século XVIII, altura em que morreu o seu último capelão.

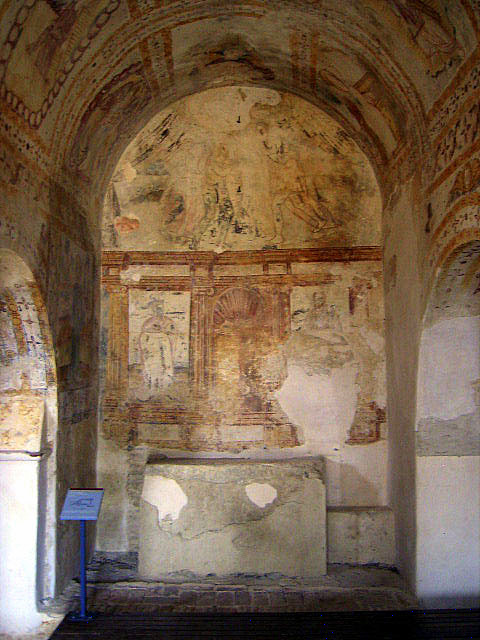
Altar cristão nas ruínas de São Cucufate

Crê-se que o primeiro foral, outorgado pelo Mosteiro de São Vicente de Fora a Vila de Frades, perdido irremediavelmente, seja datado do século XIII ou do século XIV. O Rei Dom Manuel I atribui um segundo foral a Vila de Frades a 1 de junho de 1512.
Ainda no século XVI é criada a Santa Casa da Misericórdia de Vila de Frades.

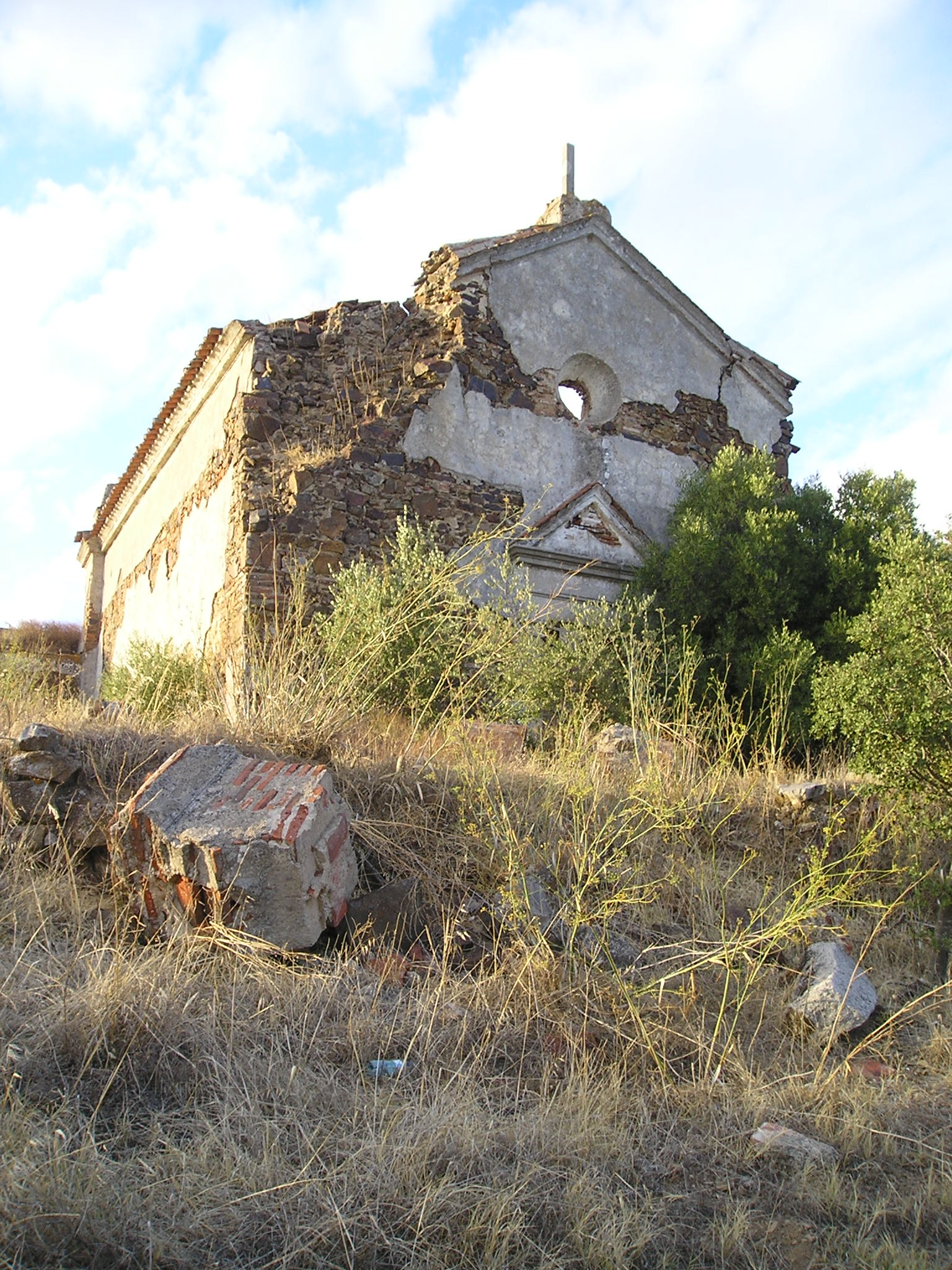
Ermida de Nossa Senhora de Guadalupe

Local de romarias, festividades e procissões, a Ermida de Nossa Senhora de Guadalupe parece remontar a meados do século XVII. Com o terramoto de 1755 sofreu alguns estragos, tendo merecido automaticamente algumas reparações. Mesmo assim, o templo ameaçava, de novo, ruína em 1896, algo que não favorecia o culto cristão. A escultura da sua padroeira - Nossa Senhora da Guadalupe, que aí poderia ser observada, foi transferida para a Igreja da Misericórdia.
A Igreja Matriz de Vila de Frades, barroca e de excecional envergadura, foi construída entre 1696 e 1707, sendo provável que tenha sucedido à primitiva matriz gótica e trecentista, consagrada a São Jerónimo. O seu construtor foi João Gomes Coelho. Em 1710, é assegurada a finalização da cobertura em abóbada por parte do mestre pedreiro Domingos Gonçalves. Num dos altares laterais (primeiro, do lado da Epístola) encontra-se, enquadrada por uma moldura de talha, uma pintura representando o purgatório, da autoria de D. Maria de Jesus Conceição Silva, natural de Vila de Frades. Merece, também, referência à possibilidade que aqui se encontrar a sepultura do poeta João Xavier de Matos, falecido nesta vila a dia 3 de novembro de 1789.
A Torre do Relógio de Vila de Frades foi construída, originalmente, no século XVI, tendo recebido o sino em bronze, em 1780. A torre foi totalmente remodelada em 1890 (data constante na frente da torre) ao gosto revivalista, repescando elementos medievais, como são os merlões escalonados e as aberturas ogivais, alterando completamente a imagem da antiga torre medieval. Contém um dos poucos relógios do país a funcionar por pêndulos e à corda. Em 2009, foi levado a cabo um restauro do maquinismo, por mão de Luís Cousinha, e do exterior.
Vila de Frades foi vila e sede de concelho independente até 1854. Este era constituído apenas pela freguesia da sede e tinha, em 1801, 1256 habitantes. Em 1836, integrou também a freguesia de Vila Alva. Tinha, em 1849, 2877 habitantes. Com a sua extinção, Vila de Frades foi integrada no concelho (atual município) de Vidigueira, enquanto que Vila Alva foi integrada no município de Cuba. O edifício dos antigos Paços do Concelho de Vila de Frades situa-se na atual Praça 25 de abril (antiga Praça Nova), junto ao Museu da Casa do Arco, onde ainda é possível ver a torre sineira no telhado.

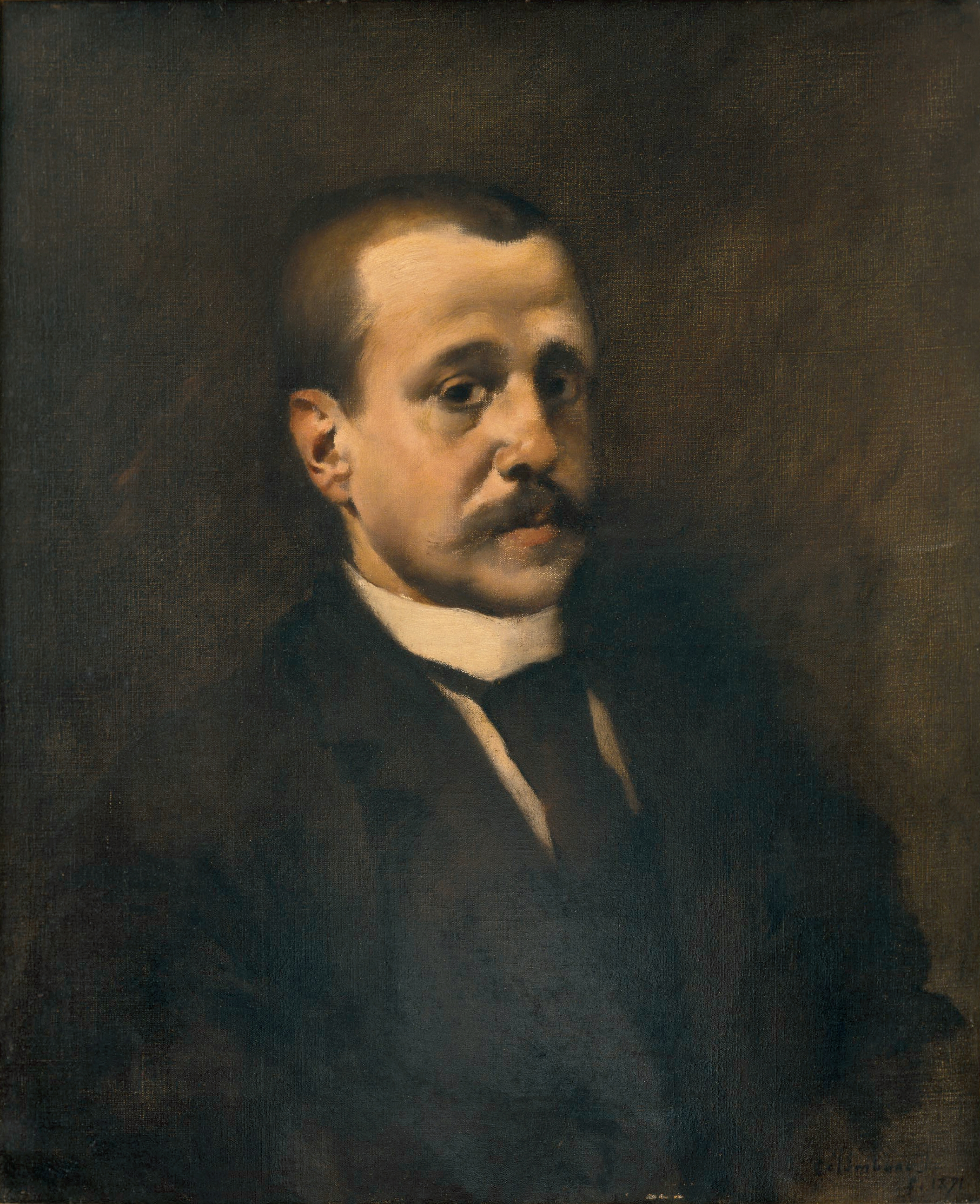
Retrato de Fialho de Almeida (1891), por Columbano Bordalo Pinheiro

O escritor Fialho de Almeida, "filho da terra", nasceu em Vila de Frades, a 7 de maio de 1857. À vila onde nasceu e à qual dedica vários textos seus, incluindo no célebre livro O País das Uvas, quis, como uma das suas últimas vontades e com dinheiro deixado por si, oferecer a construção de uma escola. Anos após a sua morte e em sua homenagem, é colocado um busto à entrada das instalações da, então, designada Escola Fialho de Almeida. Para além deste tributo, o escritor foi sempre lembrado na vila. Na casa onde nasceu, no largo que passou a ter o seu nome, encontram-se três placas evocativas do nascimento de Fialho de Almeida, uma de 1 de agosto de 1926, uma de 7 de maio de 1957, descerrada no centenário e uma de 7 de maio de 2007, descerrada nos 150 anos do nascimento, inseridas em comemorações que contaram com outras iniciativas.
A Sociedade Recreativa União Vilafradense é criada em 1927. O que mais caracteriza esta coletividade é a sua pequena sala de teatro, “tipo napolitano". Atualmente, neste edifício estão sediadas todas as associações de Vila de Frades.
Na passagem de ano de 1961 para 1962, após o insucesso verificado na Revolta de Beja, o General Humberto Delgado refugiou-se, clandestinamente e por uns dias, no edifício que mais tarde seria Casa do Povo, acolhido por uma família da vila aí residente, ludibriando desta forma a PIDE. Este acontecimento foi recordado a 9 de maio de 2015, num evento, no qual, entre outros momentos, foi descerrada uma placa evocativa e de homenagem ao "General Sem Medo", que se encontra no exterior do edifício. Este evento contou com a presença da filha e do neto do General Humberto Delgado, Iva Delgado e Frederico Delgado Rosa, respetivamente.
Nos anos 60 do séc. XX, no muro da Casa do Conselheiro Justino Matoso, em Vila de Frades, então propriedade da família Passanha Pereira, foi encontrada uma janela de estilo manuelino. O Grupo dos Amigos Pró-Castelo, constituído no âmbito da comemoração do quinto centenário do nascimento de Vasco da Gama, cujos membros compartilhavam objetivos e incorporavam a Comissão Municipal de Arte e Arqueologia, solicitou ao proprietário, evocando a sua importância histórica e respeito pela proveniência, que a janela fosse colocada junto da torre de menagem na Vidigueira. Isto porque se supõe que a janela tenha pertencido ao antigo palácio dos Condes da Vidigueira.
José Saramago, Prémio Nobel de Literatura, na sua Viagem a Portugal (1981) fala de Vila de Frades: 
"Por este caminho, passando Vila Ruiva e Vila Alva, chega-se a Vila de Frades, onde nasceu Fialho de Almeida. Porém, a glória artística da terra é a Villa romana de São Cucufate". Aquando da viagem, o escritor refere que em São Cucufate "estão em curso escavações, pelo aspecto feitas com critério científico apurado".
Em 1998, é criada a Vitifrades - Associação de Desenvolvimento Local, com a intenção de promover, dignificar e valorizar um produto secularmente enraizado nas suas gentes: o vinho de talha. Esta associação organiza, anualmente, no segundo fim de semana de dezembro a Vitifrades (Festas Báquicas), na qual é possível beber vinho de talha e visitar adegas da vila.
Sendo Vila de Frades conhecida pelas suas adegas típicas, ligadas à produção do vinho de talha, uma adega em particular, na Rua Poeta João Xavier de Matos, é classificada pela Câmara Municipal de Vidigueira, em 2004, como imóvel de Interesse Municipal.
Em 2005, o grupo cultural Serões do Alentejo, de Vila Verde de Ficalho e dedicado à música tradicional alentejana, lança o álbum homónimo, o qual inclui a música Vila de Frades, da autoria de Joaquim Caeiro. Depois do lançamento do álbum e, especialmente, após o grande sucesso do concerto do grupo numa edição da Vitifrades, as gentes da vila passam a cantar, regularmente e com orgulho, a moda e a mesma torna-se o hino popular de Vila de Frades.
A história relativa à criação desta melodia é relatada nas primeiras páginas do livro do próprio Joaquim Caeiro, "Quatro Cantos e Outros Tantos, Cancioneiros Originais Alentejanos".
A 1 de julho de 2006, é inaugurado o Pavilhão de Festas Luís Rosa Mendes, sendo o nome uma homenagem ao antigo Presidente da Junta de Freguesia de Vila de Frades.
Pretendendo valorizar os achados arqueológicos da Villa romana de São Cucufate, foi inaugurado a 6 de dezembro de 2009 o Museu da Casa do Arco, na qual é exibida a exposição permanente “A villa de S. Cucufate” e onde se encontram patentes os materiais mais representativos recolhidos durante as diversas campanhas de escavação realizadas naquele sítio arqueológico. A gestão do espaço é assegurada, conjuntamente, pela Direção Regional de Cultura do Alentejo, pela Câmara Municipal de Vidigueira e pela Junta de Freguesia de Vila de Frades.
Desde a primeira edição, em 2013, mas com alguns anos de interregno, a Igreja Matriz de Vila de Frades tem acolhido concertos integrados no Festival Terras sem Sombra, que se realiza no Baixo Alentejo.
Em tempos antigos, o edifício do atual Museu da Casa do Arco albergara uma prisão masculina, conforme o gradeamento das janelas do piso inferior ainda pode testemunhar. Depois de vários anos devoluto, foi transformado para passar a ser o Centro de Leitura Fialho de Almeida, um espaço destinado ao escritor e ao leitor, mas também um local onde passa a existir uma programação anual. O Centro foi inaugurado a 10 de junho de 2014.
Vila de Frades passa a constar do mapa da arte contemporânea, em 2016, com a abertura de um centro de arte na Quinta do Quetzal. Nesta quinta de produção de vinhos, Cees e Inge de Bruin-Heijn, donos de uma das maiores coleções privadas de arte do mundo, apresentam exposições temporárias de obras de artistas contemporâneos, com a curadoria de Aveline de Bruin (filha do casal). Algumas dessas obras passaram já por grandes museus de arte internacionais como o MoMA, em Nova Iorque, a Tate Modern, em Londres, ou o Centro Georges Pompidou, em Paris.
A 10 de novembro de 2020, foi inaugurado o Centro Interpretativo do Vinho de Talha, para promoção e valorização do vinho de talha. A propósito desta inauguração, o Presidente da República, Marcelo Rebelo de Sousa, endereçou aos fregueses de Vila de Frades e aos munícipes de Vidigueira um vídeo de congratulações.
A existência deste equipamento está inserida na candidatura da produção deste tipo de vinho a Património Cultural Imaterial da Humanidade pela UNESCO, candidatura promovida pela Câmara Municipal de Vidigueira e com o envolvimento de 27 instituições, entre municípios do Alentejo e outras entidades. A 11 de novembro de 2020, Dia de São Martinho, o centro foi aberto ao público.
Como "homenagem a todos os homens e mulheres desta terra, que constroem um património único que se chama 《vinho de talha》", a 23 de julho de 2021 é apresentada a escultura de Manuel Carvalho, executada por Francisco Alentado, que se encontra junto à Junta de Freguesia e à Igreja Matriz.
Em 2023, o conhecido músico António Zambujo, juntamente com Luís Leão, enólogo, e João Pedro Freixial, abrem em Vila de Frades a loja de vinhos e espaço cultural Adega da Zabele, onde foi apresentado o single "Dancemos um slow".
Em dezembro de 2023, a Direção-Geral do Património Cultural aprova a inscrição no Inventário Nacional do Património Cultural Imaterial (INPCI) da produção de vinho de talha, mostrando a relevância da manutenção da produção deste tipo de vinho no Alentejo, no geral, e em Vila de Frades, em particular.

## Património Cultural

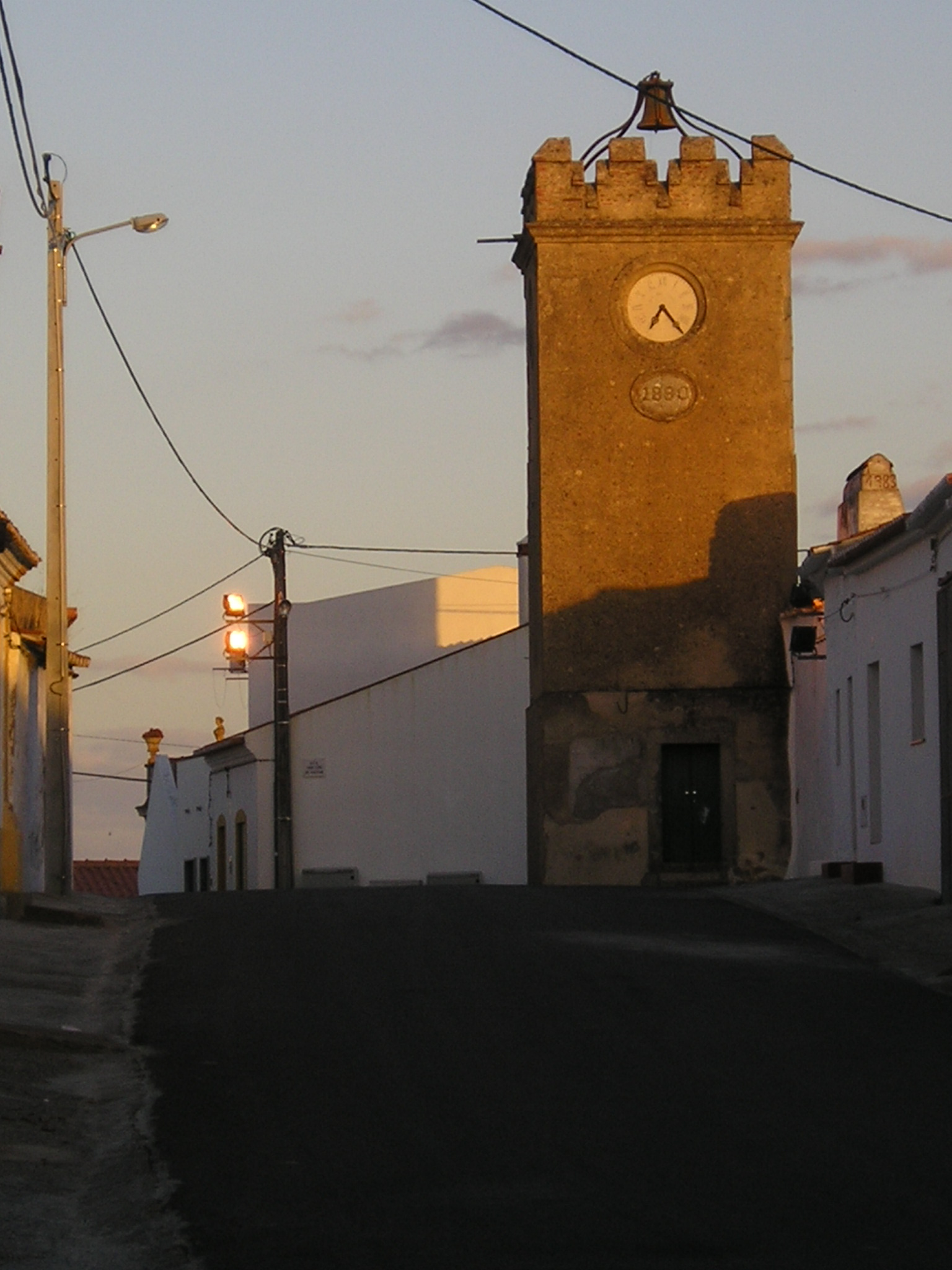
Torre do relógio de Vila de Frades

- Villa romana de São Cucufate (Monumento Nacional), também conhecida por Sítio Arqueológico de São Cucufate, por Convento de São Cucufate ou ainda por Ruínas de Santiago
- Menir de Mac Abraão (Imóvel de Interesse Público)
- Adega na Rua Poeta João Xavier de Matos (Imóvel de Interesse Municipal)
- Museu da Casa do Arco
- Centro Interpretativo do Vinho de Talha
- Quinta do Quetzal e o Centro de Arte do Quetzal
- Torre do Relógio
- Igreja Matriz de Vila de Frades
- Ermida de Santo António dos Açores
- Ermida de Nossa Senhora da Guadalupe
- Capela de São Brás
- Igreja da Misericórdia
- Escola Fialho de Almeida
- Palacete do Mestre Conceição Silva
- Casa do nascimento de Fialho de Almeida
- Sociedade Recreativa União Vilafradense, com um pequeno teatro "tipo napolitano"
- Casa do Conselheiro Justino Matoso
- Antigos Paços do Concelho
- Escultura de homenagem aos homens e mulheres do vinho de talha
- Placa evocativa a Humberto Delgado
- Cerca do Convento de Nossa Senhora da Assunção

## Património Cultural Imaterial
A Câmara Municipal de Vidigueira, com o envolvimento de 27 instituições, entre municípios do Alentejo e outras entidades, está a preparar a candidatura da produção do vinho de talha a Património Cultural Imaterial da Humanidade pela UNESCO. No âmbito desta candidatura, foi construído em Vila de Frades e inaugurado a 10 de novembro de 2020 o Centro Interpretativo do Vinho de Talha, para promoção e valorização do vinho de talha. A propósito da inauguração deste equipamento, o Presidente da República, Marcelo Rebelo de Sousa, endereçou aos fregueses de Vila de Frades e aos munícipes de Vidigueira um vídeo de congratulações.
Apesar de não ser património exclusivo desta vila ou do concelho, o Cante alentejano, declarado Património Cultural Imaterial da Humanidade pela UNESCO, em 2014, é uma presença viva nesta localidade. Da mesma forma, a Dieta mediterrânica, que a UNESCO declarou em 2013 como Património Cultural Imaterial da Humanidade, pode ser apreciada por estes lados.

## Eventos culturais
- A Vitifrades[43] (Festas Báquicas) realiza-se, normalmente, no segundo fim de semana de dezembro. Trata-se de um evento de promoção do vinho de talha, sendo que na tarde do último dia (domingo) realiza-se a Rota das Adegas, com a visita às adegas típicas da localidade e que inclui a prova deste vinho, mediante a compra prévia de um copo próprio do evento.
- O Festival Terras sem Sombra, apesar de não ser um evento organizado pelo município, pela freguesia ou por alguma organização local, nem se caracteriza por ser apresentado, exclusivamente, localmente, não deixa de ser uma iniciativa com impacto na vila. O festival reúne, desde 2013, música, património e biodiversidade, sendo habitual a Igreja Matriz de Vila de Frades receber um dos concertos de música erudita ou sacra[44].

## Personalidades célebres
- Fialho de Almeida[45] (escritor), nasceu em Vila de Frades, tendo dedicado à vila alguns dos seus textos e deixado dinheiro para a construção, após a sua morte, de uma escola na localidade.
- João Xavier de Matos[15] (poeta), faleceu em Vila de Frades
- Justino Matoso[46] (conselheiro, par do reino e deputado), residiu em Vila de Frades.
- Mestre António Conceição Silva[47] (pintor e ceramista), residiu em Vila de Frades.
- Maria de Jesus Conceição Silva[48] (pintora), nasceu em Vila de Frades e é autora de uma das pinturas na Igreja Matriz de Vila de Frades.
- José Luís Conceição Silva[49] (dinamizador cultural e resistente antifascista), residiu em Vila de Frades.
- José Luís Gordo[50] (letrista de fado), nasceu em Vila de Frades.
- Frederico George[47] (arquiteto), residiu em Vila de Frades.
- Humberto Delgado[23] (general), refugiou-se por uns dias em Vila de Frades, após o insucesso da Revolta de Beja.
- Desidério Lucas do Ó (um dos fundadores do Partido Socialista[51]), nasceu em Vila de Frades e é autor dos livros Vila de Frades. Capital do vinho de talha e Crónicas de Vila de Frades. Capital do vinho de talha.
- António Zambujo[52] (músico), abriu, juntamente com Luís Leão e João Pedro Freixial, a Adega da Zabele, uma loja de vinhos e espaço cultural em Vila de Frades.
- Cees de Bruin-Heijn e Inge de Bruin-Heijn[37] (colecionadores de arte), criaram o centro de arte do Quetzal, na Quinta do Quetzal, em Vila de Frades.

## Vila de Frades nos livros
São várias as menções a Vila de Frades em livros de conceituadas figuras. Alguns a destacar:
- Fialho de Almeida, "País das Uvas" (1893).
- José Saramago, "Viagem a Portugal" (1981).
- Ana Maria Magalhães e Isabel Alçada, "Uma Aventura no caminho do javali" (2005).
- Desidério Lucas do Ó, "Vila de Frades, capital do vinho de talha" (2010) e "Crónicas de Vila de Frades - capital do vinho de talha" (2023).
- Frederico Delgado Rosa, "Humberto Delgado Rosa. Biografia do General Sem Medo" (2008).

## Brasão e bandeira
O sítio Heraldry of the World descreve o brasão de Vila de Frades da seguinte forma:
Escudo de prata, com uma videira de verde, arrancada e folhada do mesmo e frutada de púrpura; em ponto de honra o emblema antigo dos beneditinos, de vermelho; em chefe três laranjas de sua cor, folhadas de verde e nos flancos duas espigas de trigo, com os pés passados em aspa, em campanha. Coroa mural de prata de quatro torres. Listel branco, com a legenda a negro, em maiúsculas: “ VILA DE FRADES “.
É evidente que a produção histórica da localidade em torno do vinho, do trigo e da laranja são devidamente retratados. O antigo símbolo dos beneditinos, a vermelho, recordará a eventual presença de frades na Idade Média, no Convento de São Cucufate. Por fim, a coroa mural de prata de quatro torres invoca o estatuto de vila.
O sítio Heraldry Wiki descreve a bandeira de Vila de Frades da seguinte forma: "Esquartelada de amarelo e verde, cordões e borlas de ouro e verde".

## Produtos locais
O produto local mais importante é o vinho de talha, cuja tradição da sua produção vem desde o tempo dos romanos, como demonstram os achados nas ruínas de S. Cucufate. Vila de Frades é considerada a capital do vinho de talha.
Outros produtos tradicionais e regionais são o azeite, os enchidos, o pão e o queijo.